# BS探偵倶楽部 雪に消えた過去
『BS探偵倶楽部 雪に消えた過去』（ビーエスたんていくらぶ ゆきにきえたかこ）は、任天堂のスーパーファミコン専用周辺機器『サテラビュー』で実施された、BSアナログ放送形式のスーパーファミコン向け衛星データ放送サービス「スーパーファミコンアワー」において放送されたアドベンチャーゲーム。

## 概要
スーパーファミコンアワーで放送された番組の内、予め決められた1時間にラジオ音声とゲームデータを同時放送し、その放送時間内のみプレイできる「サウンドリンクゲーム（旧名称：音声連動ゲーム）」に分類される。
前中後編の3章構成となっており、1997年2月9日 - 2月14日まで前編、2月16日 - 2月21日まで中編、2月23日 - 2月28日まで後編が放送されたほか、その後再放送も行われた。現在はサテラビューのサービスが終了しており、プレイすることは不可能となっている。
なお、本作は「ファミコン探偵倶楽部」シリーズと同一の世界観で、1998年発売のリメイク版『ファミコン探偵倶楽部PartII うしろに立つ少女』（原作のディスクシステム版は1989年発売）のサイトでは本作が「シリーズ第3弾」と紹介されているが、2024年にシリーズ最新作の『ファミコン探偵倶楽部 笑み男』が発表された際には「35年ぶりのシリーズ完全新作」と紹介されており、本作が本編作品に含まれていないことを示唆している。また、これまでのシリーズ作品でシナリオの原作を手掛けていた坂本賀勇は、本作では制作協力という形で携わっている。

## ストーリー
ある雪の降りしきる夜。空木探偵事務所に助手として所属する17歳の少女・橘あゆみは、知人の女性に宛てて手紙を書きながら、同じように雪降る日に起きたある事件を回想する。
病気療養中の母・敏江を見舞うため、あゆみは連休を利用して実家のある雪深い地方の寒村・尾地谷(おちたに）村に帰省していた。 あゆみは敏江に加え、同じく帰省中であった、あゆみが姉のように慕う女性・野村令子も交え、その日、3人で和気あいあいと語らい合った。
その翌日。あゆみは令子に叩き起こされる。何事かと問うと、今朝方、長年に渡って尾地谷村の村長を務めた草野剛三が自宅で胸を刺されて死んでいるのが発見され、敏江が殺人事件の重要参考人として取調べを受けているという。あゆみは尾地谷村を管轄する隣町の桐山警察署に行き、署長の佐久間と巡査の米田に会い、佐久間の計らいで米田から事情を聞くことが出来た。調べによれば、現場付近で足跡が見つかった他、剛三の自宅の近くに敏江がいたらしい。あゆみは信じられない様子で現場の草野家に向かい、母の無実を証明するために調査を始める。剛三は自宅の離れで殺されており、そのとき離れは密室だったという。剛三には2人の息子がおり、長男の和男は現在尾地谷村村長を務めている。もう一人の息子である次男の次郎は剛三たちに厄介者扱いされており、東京に厄介払いされているらしいことが分かった。事件について聞き込みを続ける中、剛三は村の開発を強引に進めて多くの反感を買っていたことや、全ては落ち武者の祟りなのではないかという村人の噂話も耳に入ってくる。敏江の主治医である今田医師によれば、この村は落ち武者の隠れ里だったため「尾地谷村」という名前がついているのだという。そんな中、ようやく敏江が警察署から帰ってきたが、敏江は疲れているとして多くを語らずすぐに就寝してしまった。
調査を終えた翌日の朝、あゆみはまたしても令子にたたき起こされる。今度は草野和男が村はずれのお堂「幽牙堂」で槍に貫かれて死んでいるのが見つかったのだという。幽牙堂での調査を続ける中、村人はやはり落ち武者の祟りだと騒ぐ。聞き込みによれば、草野親子は過去に村民の意見を無視して高速道路の誘致を強引に進めていたため、恨みを抱いている人間が大勢いるという。今田医師に話を聞くと、18年前、幽牙堂を取り壊して高速道路を通すという計画があったが二人の村人が死亡するという事件が発生したため計画は頓挫し、高速道路は誘致されたものの幽牙堂を避けるようにしたルートで開通したとのことであった。あゆみは、草野次郎が村に帰ってきているという噂を耳にする。次郎はコートと帽子で顔を隠すようにしていたらしい。その帰り道に、あゆみは村人たちが騒いでいるところに遭遇する。道に血だらけのコートが落ちており、調べてみると草野次郎とネームが入っている。コートの隣にお守りが落ちていたのに気づき、あゆみはそれを拾い上げる。
翌日。空木探偵事務所の所長である空木からあゆみの携帯に電話が入ってくる。なんと草野次郎が殺されたというのだ。しかも発見された時点で既に死後1週間は経っていたらしい。あゆみは祖母サチと祖父の真之介の元へいき、拾ったお守りを見せてみた。すると、2人は顔色を変え何か知っているかのようなそぶりを見せるもののはぐらかされてしまう。その後、敏江の兄の慎太郎に話を聞いたあゆみは、実は18年前に幽牙堂の事件で殺害された村人は、令子の父、そしてあゆみの父だったという衝撃的な事実を知らされる。
幽牙堂に向かったあゆみは、そこで令子と警察署の佐久間署長が何かを話しているところを目撃する。ただならぬ様子で佐久間所長を問いただしていた令子だが、彼女が自首すると告げた直後、佐久間所長は18年前のあの事件で草野親子の汚職に加担し、令子の父親の殺害にも手を貸していたことを激白すると、令子を草野親子殺害事件の犯人に見せかけて始末するため、刃物を持ち出して襲い掛かった。あゆみが駆け寄ろうとした時、そこにとっさに敏江が割り込んできて令子をかばい負傷して倒れる。佐久間は動揺するも逆上してその場に居合わせた3人を殺害しようとするが、外れかかっていた背後の幽牙堂の扉が遂に外れて倒れこみ、佐久間はそれに押しつぶされてしまう。全てが終わった後、佐久間署長と令子は逮捕されていった。
事件解決からしばらくの後。警察から事情を聴いてきた空木が事件の真相について推測も交えながら語った。
18年前、高速道路建設にまつわる汚職事件を告発しようとしていた令子とあゆみの父は、草野親子の手にかかり落ち武者の呪いと見せかけて殺害され、その事件は2人に加担していた佐久間署長によってもみ消されてしまった。東京に上京していた折、偶然二郎と出会った令子は18年前の事件の真相を聞かされ、自身の殺害を目論む彼ともみ合った末に次郎を殺してしまった。その出来事をきっかけに、令子は草野家の人間に復讐することを誓い、尾地谷村に帰省して敏江に全てを打ち明けた。復讐を思いとどまるようにとの敏江の説得を受け入れた令子は、あくまで自首させるために剛三の元へ行ったのだが、彼の開き直るような態度に我慢がならず、衝動的に殺害してしまった。橘家の母屋に戻ってきて呆然と座り込む令子をみた敏江は、彼女が殺人を犯したことを知り、手を洗わせた後、あとは任せろと言い残して外へ出て行った。そして現場にあった令子の足跡を丁寧に消し去って自分の足跡を残し、令子を説得して納得させた上で自ら現場発見者として名乗りでた。
また、令子が和男を手にかけたことは事実だが、実際には息の根を止めるところまではいっておらず、和男と会いに行こうとして偶然その場を目撃していた佐久間署長がとどめを刺していたという。彼は令子に自首されることで自分の悪事が明るみに出ることを恐れていたため、和男の遺体をお堂に放り込み槍で体を貫かれたように偽装することで捜査を攪乱し、隙を見て令子を殺すつもりだった。自分が殺した時と異なる状況で和男の遺体が見つかったことを知った令子は、18年前の事件の関係者による仕業だと直感し確かめようとしたものの、既にあゆみが調査のために動き始めてしまったため、手伝いをするそぶりを見せながら危険に巻き込ませないように密かに立ち回っていたのだ。
令子があのような事件を起こしたことを未だに信じられずにいるあゆみは、せめて私に全てを打ち明けてくれていたらと漏らすが、敏江があゆみにだけは話してはいけないと口止めしていたと空木に教えられる。身勝手な理由で大切な人々を不幸に陥れた者たちへの怒りを滲ませるあゆみに対し、空木は事情がどうあれ令子の罪は許されるものではないと言う一方で、和男が令子を殺害するために幽牙堂に呼び出していたため、恐らく情状酌量により罪は重くならずに済むのではないかとも語った。そして肝心な時に力になれなかったことをあゆみに謝罪する。
ひとしきり語りおえた空木は逆に、なぜあゆみの母である敏江がここまで令子のことをかばおうとしたのかという疑問を口にする。それを聞いたあゆみは、静かな口調で敏江の患っていた病が癌であり、余命幾許もない状態だったと告白する。調査中に今田医師のところを尋ねた時、机の上に放置してあったカルテの中に偶然母親のものを見つけ、何やら難しい記号が書いてあったのが気になって調べた末に分かったことであった。あゆみは敏江が自身が癌であることに気づいていたのかという今田医師に問いかけたのに対し、今田医師は「恐らくはわかっていただろう」と答えたという。
そして事件解決後、間もなくして敏江は亡くなった。彼女が娘のあゆみに宛てて書いた遺書には、さらに驚くべき事実が記されていた。母は高校生時代に妊娠し、固い決意と共に子供を産んだものの、世間体のために自らの手で育てることを許されす、赤ん坊は子供がいなかった野村夫妻の元へ里子に出された。その赤ん坊が令子だった。つまり、あゆみと令子は血を分けた実の姉妹だったのだ。次郎のコートの発見現場に落ちていたお守りは真之介とサチが孫である令子に託したものであり、令子が村で起きた事件の犯人だったこと、そして、彼女があゆみと敏江の家族だったことの揺るぎない証でもあった。残りわずかの命の中、敏江は我が身を犠牲にしてでも愛する我が子を守ろうとしたのだ。遺書の最後には死にゆく母の最後の願いが綴られていた。実の親なのに何もしてやれなかった自分に代わり、罪を償い終えて立ち直れる時が来る日まで、たったひとりのあなたの姉である令子を支えてあげてほしい……と。
シーンは冒頭に戻り、あゆみは令子に宛てた手紙の末尾をこう結んだ。「お姉さんと呼んでもいいでしょう？ずっとずっと、待っている」と。

## システム
前2作同様にコマンド選択で物語を進めていくテキストアドベンチャー。本作の特色として、サウンドリンクゲームの都合上、プレイ時間の経過と共に物語が進行し、コマンドを特に選択しなくてもほぼ強制的に物語が進んでいく点が挙げられる。

## 登場人物

### 橘家
橘 あゆみ（たちばな あゆみ）
声 - 皆口裕子
17歳。丑美津高校2年生。空木探偵事務所の助手で、本作の主人公。母である敏江に会うために、連休を利用して帰省した際に事件に遭遇する。
橘 敏江（たちばな としえ）
声 - 江森浩子
40歳。あゆみの母。病を患い、実家で療養している。剛三殺害事件の際、事情聴取を受ける。
橘 真之介（たちばな しんのすけ）
声 - 塩屋浩三
65歳。あゆみの祖父で敏江の父。林業会社の橘木材を経営している。殺された剛三とは対立していた。
橘 サチ（たちばな さち）
声 - 江森浩子
62歳。あゆみの祖母で敏江の母。
橘 慎太郎（たちばな しんたろう）
声 - 塩屋浩三
42歳。あゆみの伯父。敏江の兄にあたる。温厚な性格で、人と争うのが苦手。
橘 則子（たちばな のりこ）
42歳。あゆみの伯母。慎太郎にはあまり期待していない。
橘 浩一（たちばな こういち）
15歳。中学3年生であゆみの従弟。はきはきしていて、しっかりしている。
橘 邦広（たちばな くにひろ）
あゆみの父。あゆみが赤ん坊の頃に病死したらしい。

### 野村家
野村 令子（のむら れいこ）
声 - 鈴木麻里子
21歳。あゆみの旧友。あゆみとは姉妹のように仲が良い。三年前に高校を卒業し、東京で一人暮らしをしていたが、墓参りのために帰省してきている。
野村 雅和（のむら まさかず）
令子の父。令子が幼い頃病死したらしい。
野村 幸子（のむら さちこ）
令子の母。橘木材に住み込みで働いていた。3年前に死亡。

### 草野家
草野 剛三（くさの ごうぞう）
尾地谷村の前村長。5年前に引退。2月9日の朝、遺体で見つかる。長年に渡って尾地谷村村長を務め、村長時代に開発を推し進めて村を発展させた一方、その手腕が強引だったため、良く思わない人間も多い。
草野 良江（くさの よしえ）
剛三の妻。数年前に死亡。
草野 和男（くさの かずお）
49歳。剛三の長男。村会議員を経て、5年前父親の後継として尾地谷村の村長に当選。
草野 次郎（くさの じろう）
声 - 塩屋浩三
40歳。草野剛三の次男。草野家では浮いた存在で厄介者扱いされており、東京で一人暮らしをしている。
草野 直子（くさの なおこ）
47歳。和男の妻。少々きつめな性格。いわゆる教育ママ。
草野 優（くさの まさる）
20歳。和男の一人息子。東京でデザイン学校に通う。一見つっぱり風だが、実は気が弱く令子に頭が上がらない（令子の子分のようなものらしい）。

### その他
空木 俊介（うつぎ しゅんすけ）
声 - 速水奨
私立探偵で空木探偵事務所の所長。今作では出番が少ない。タバコは吸わないらしい。
米田（よねだ）
声 - 中尾みち雄
桐山警察署巡査。26歳。あゆみに親切に応対してくれる。
佐久間（さくま）
声 - 青野武
桐山警察署の署長。58歳。18年前は尾地谷村で駐在をしていた。
今田（いまだ）
声 - 青野武
63歳。村唯一の医者で敏江の主治医。村の歴史に詳しい。
ナレーター
声 - 新山志保

## スタッフ
音声スタッフ
- 録音・編集 - 伊藤英明、高橋暁、加藤祐史（St.GIGA）
- 音楽 - 山本健誌
- 製作 - 薬師寺文佳（St.GIGA）

開発スタッフ
- 監督・脚本 - 中田雅康
- 美術 - 田中伸明、橘田望美、三島幹雄
- 音響効果 - 山本健誌、田島賢、廣瀬和樹
- 技術 - 廣瀬和樹、佐野法之
- 音声連動技術 - 原啓二
- 協力 - スーパーマリオクラブ
- 制作協力 - 坂本賀勇、R&D 1
- 製作 - 大和聡